# アングロ＝イラク戦争
アングロ＝イラク戦争（英: Anglo-Iraqi war）とは、1941年のクーデターで枢軸国に支援されてラシッド・アリに権力を掌握されたイラクに対する、イギリスの軍事作戦のことである。その結果、イギリスによるイラクの占領と、親英派のアブデュル・イラー王子の権力掌握が生じた。

## 背景

### 委任統治領イラク
1932年の独立まで、イラクは国際連盟のイギリス委任統治領メソポタミアとなっていた。独立前の1930年、イギリスはイラク国内でイギリス軍の軍事通行権、軍事基地の使用および建設の権利を認めさせる条約を、イラク国内での反感を買いながら締結したことがあった。
独立後の1937年には、すでにイラク国内から多くのイギリス軍が撤退し、イラクは国内の安全を確保できる軍事力を持つようになった。この頃もイギリス空軍（RAF）は基地の利用を許可されていたが、その権限もバスラ近郊のシャイバ基地、ファルージャとラマディの間にあるハバニヤ基地（イラクのイギリス空軍将校のH・G・スマートの指揮下）の2か所に限られていた。とはいえ、この基地は英領エジプトから英領インドの空路にとっても、イギリスの石油権益にも重要な存在だった（ハバニヤは、バグダードの東にある）。
第二次世界大戦の開戦時、ハバニヤ基地はイギリスの第一装甲車中隊と地元の徴兵部隊の訓練基地となった。
1939年9月、ポーランド侵攻を受けてイラク政府はナチス・ドイツとの国交を断絶したが、翌年3月、これに反発する国粋主義者のラシッド・アリー・アル＝ガイラーニー(英語版)が首相となった。アリは公式には枢軸国を支持していないように見せるために、密かにドイツと連絡を取っていたが、6月に枢軸国として第二次世界大戦に参戦したファシストのイタリア王国とは国交を続け、イタリア軍を反英プロパガンダに利用し、イギリス領パレスチナから亡命した大ムフティーのアミーン・フセイニもこの活動を支援した。しかし、結果的に起こった混乱と内戦の可能性が原因で、1941年1月にアリは首相を辞任し、タハ・アル・ハシミが後任となった。

### クーデター

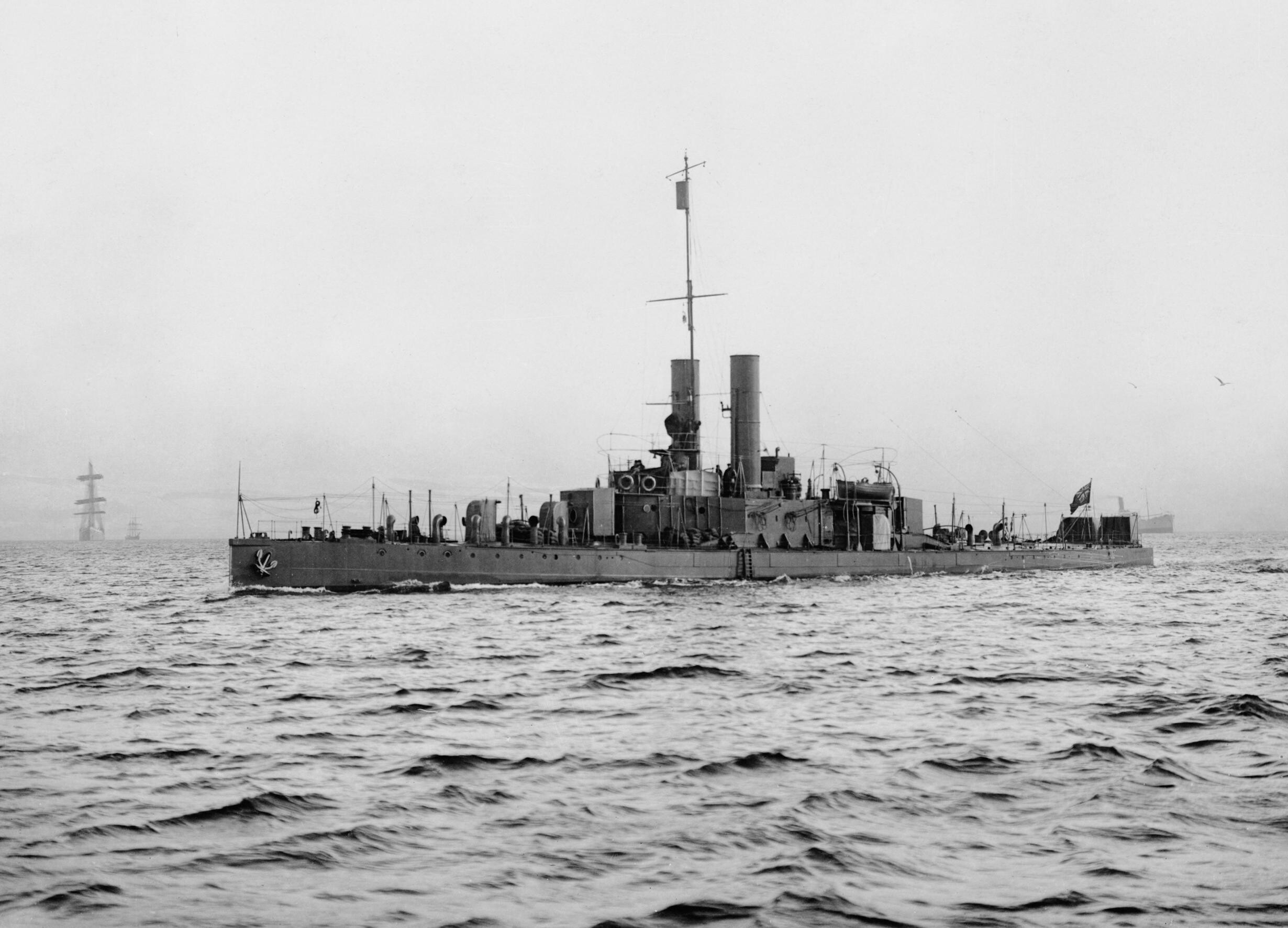

3月31日、イラクの摂政であるアブドゥル・イラー王子は自分を逮捕する計画の存在を知り、バグダードからハバニヤ基地へ、ハバニヤからバスラに逃亡し、砲艦HMSコックチェーファーに避難した。その翌日、ラシッド・アリと、「ゴールデンスクエア」と呼ばれる4人の軍司令官がクーデターで権力を掌握し、ラシッド・アリは自らを「国防政府の首長」と宣言した。ゴールデンスクエアはタハ・アル・ハシミ首相に関する証言を集め、ラシッド・アリは再びイラクの首相になった。アリは君主制には反対せず、シャラフ・ビン・ラジェをファイサル2世の摂政としたが、ファイサル2世本人と王族はムラ・エフェンディの家に避難していた。ゴールデンスクエアも親英市民と政治家を逮捕したが、多くは英領トランスヨルダンへ逃亡した。
ゴールデンスクエアは、英国への譲歩の拒否、イタリアとの外交関係の維持、親英国の政治家を追放することを目的としていて、イギリスが弱いという前提での交渉を行った。クーデターから2週間が経った4月17日、アリはイギリスとの戦争が起きた際の軍事援助をドイツに求め、また、イラクに到着したイギリス軍が英領パレスチナへ移動すると主張し、1930年の条約の第5条に基づいてイギリスの権利を制限しようとした。

### イラクの軍事力

第二次世界大戦時のイラク軍

戦前、イギリスはバグダードで行われる小規模な軍事任務を通し、GGウォーターハウス少将が指揮したイラク王立軍（RIrA）とイラク空軍（RIrAF）の支援を1938年から行っていた。RIrAの約60,000人の兵士は、ほとんどが4つの歩兵師団と1つの機械化旅団に配属されていた。第1師団と第3師団はバグダードの近くに駐留しており、バグダード内には、L3 / 35豆戦車で構成される軽戦車中隊、クロスリー装甲車で構成される装甲車中隊、自動車化歩兵2個大隊、機械化砲兵、砲兵旅団で構成される独立機械化旅団があった。イラクの第2師団はキルクークに、第4師団はアルディワニヤのバグダードからバスラまでの幹線に配置されていた。この頃のRIrAの「機械化された」という用語は、現代での意味とは異なり、大型トラックでの移動、徒歩での戦闘という戦闘方法を意味した。
（地図上で、キルクークはティグリス川の西、アルディワニヤはバスラからバグダードへの道沿いに示されている町）
イラク人は、囚人を殺害することを躊躇しなかった冷酷なアラブのゲリラ指導者、ファウズィー・アルカウジの下で警察部隊と約500人の非正規軍を擁していた。ファウズィは、シリアへの追放前、ルトバからラマディで活動していた。
（ルトバは地図上で最も西に示されている町、ラマディはユーフラテス川沿いでバグダッドの東にある町）
RIrAFには、7つの飛行隊と116機の訓練学校の航空機があったが、実戦に使用可能なのは50から60機だった。ほとんどのイラクの戦闘機と爆撃機は、バグダード（旧RAFヒナイディ）またはモスルの「ラシッド飛行場」にあった。4つの戦闘部隊と飛行士訓練学校はバグダッドに拠点を置いていた。緊密な協力と汎用航空機を備えた2つの飛行隊がモスルに拠点を置いていた。イラクは、のグロスター グラディエーター複葉戦闘機、ブレダ65攻撃機、SM.79爆撃機、ノースロップ/ダグラス8A攻撃機、ホーカー ハート（ホーカー ニスル）複葉近接協力航空機、ビッカース ヴィンセント複葉軽爆撃機のほかに、デ・ハビランド ドラゴン・ラピード複葉輸送機、デ・ハビランド ドラゴンフライ複葉汎用航空機、タイガー・モス複葉練習機を保有していた。RIrAFには、飛行隊に割り当てられていない別の9機の航空機と、予備の19機の航空機もあった[19]。
イラク海軍（RIrN）には、100トンのソーニークロフト砲艦、飛行士用船舶、4隻の掃海艇があった。全てが武装しており、シャット・アル・アラブ水路を拠点としていた。

### イギリスの軍事力
1941年4月時点でイラクに配備されていたイギリス軍は小規模なものであった。イラクの英軍は空軍少将H・G・スマートが指揮していて、さまざまな活動を行なっていた。イラク英軍の地上戦力になるのは、RAF第一装甲車中隊、6個のアッシリア召募兵中隊、先住民、東アラム語話者でキリスト教徒のアッシリア人2,000人の部隊、その他の戦車であり、20人ほどのイギリス人将校の指揮下にあった。装甲車中隊は、18台のロールスロイス装甲車を保有していたが、第一次世界大戦時のかなり古い設計で、空軍車両用に作られたものであった。装甲車中隊は他に、大型戦車、ワールス・アンド・セイル2台と、豆戦車のカーテン・ロイドMk4も配備していた。
ハバニヤ基地の、RAF第四空軍学校（4FTS）には雑多な爆撃機があり、教官と戦闘員がいた。84機の爆撃機はほとんどが実戦には適さない物であった。戦争初期にいた約1,000人のRAF人員のうち、パイロットはわずか39人であった。4月1日、将校用に3機のイギリスのグロスター グラディエーター複葉戦闘機、30機のホーカー オーダックス複葉協働機（ホーカー ハートの爆撃機版）、7機のフェアリー ゴードン複葉爆撃機、27機のエアスピード オックスフォード双発練習機、28機のホーカー ハート複葉軽量爆撃機、20機のハート練習機、1機のブリストル ブレニムMk.1爆撃機を持っていた。オーダックスは8つの20ポンド（9.1キログラム）爆弾を運ぶことができ、12機は2個の250ポンド爆弾を搭載するように改造された。ゴードンは2個の250ポンド爆弾を運ぶことができ、オックスフォードは発煙弾から8個の20ポンド爆弾搭載に変更された。ハートは2個の250ポンド爆弾を運ぶことができた。ホーカー訓練機は非武装で、5月3日にブレナムを出発した。There was also an RAF Iraq Communications Flight at Habbaniya with three Vickers Valentia biplane flying boats. At RAF Shaibah there was 244 Squadron with some Vickers Vincent bombers. The naval forces available to support British actions in Iraq were part of the East Indies Station and included vessels from the Royal Navy (RN), the Royal Australian Navy (RAN), the Royal New Zealand Navy (RNZN) and the Royal Indian Navy (RIN).

### イギリスの反応
イギリスのラシッド・アリの「国家防衛政府」との関係はますます悪化していった。1931年の条約ではイラクはイギリスが戦争に巻き込まれた時にはイギリスに援助を提供する義務があるとされていたが、これにはイギリス軍がイラク国内を通過することも条件に含まれていた。イギリス軍の任務はイラク王立軍にも課され、ハバニヤとシャイバの持ち場があった 。イギリス首相ウィンストン・チャーチルはイラクの国家防衛政府を初めから認めておらず、法に逆らっているとした。
4月2日、新しいイギリスの大使 Sir Kinahan Cornwallisがイラクのバグダードに到着した。彼はメソポタミアでの経験があり、ファイサル1世の顧問として20年過ごした。Cornwallisは高く評価され、イラクの新政府に対して、それまでよりも強硬な路線をとることができるだろうと理解され、イラクに派遣されたのである。しかし、残念ながらCornwallisがイラクに到着するのが遅すぎたため、戦争の勃発を防ぐことはできなかった。
On 6 April, AVM Smart requested reinforcements, but his request was rejected by the air officer commanding in the Middle East, Sir Arthur Longmore. At this point in the Second World War, the situation developing in Iraq did not figure highly in British priorities. Churchill wrote, "Libya counts first, withdrawal of troops from Greece second. Tobruk shipping, unless indispensable to victory, must be fitted in as convenient. Iraq can be ignored and Crete worked up later."
The British Chiefs-of-Staff and the Commander-in-Chief for India, General Claude Auchinleck, were in favour of armed intervention but the three local commanders, already burdened by the ongoing Western Desert Campaign, East African Campaign and the Battle of Greece, suggested that the only force available was an infantry battalion in Palestine and the aircraft already in Iraq. The Government of India had a long-standing commitment to prepare an infantry division to protect the Anglo-Iranian oilfields and in July 1940, the leading brigade of the 5th Indian Infantry Division, was ordered to Iraq. In August, the division was placed under the control of Middle East Command and diverted to the Sudan. Since then, India Command had been investigating the move of troops by air from India to RAF Shaibah.

#### サビーヌ作戦

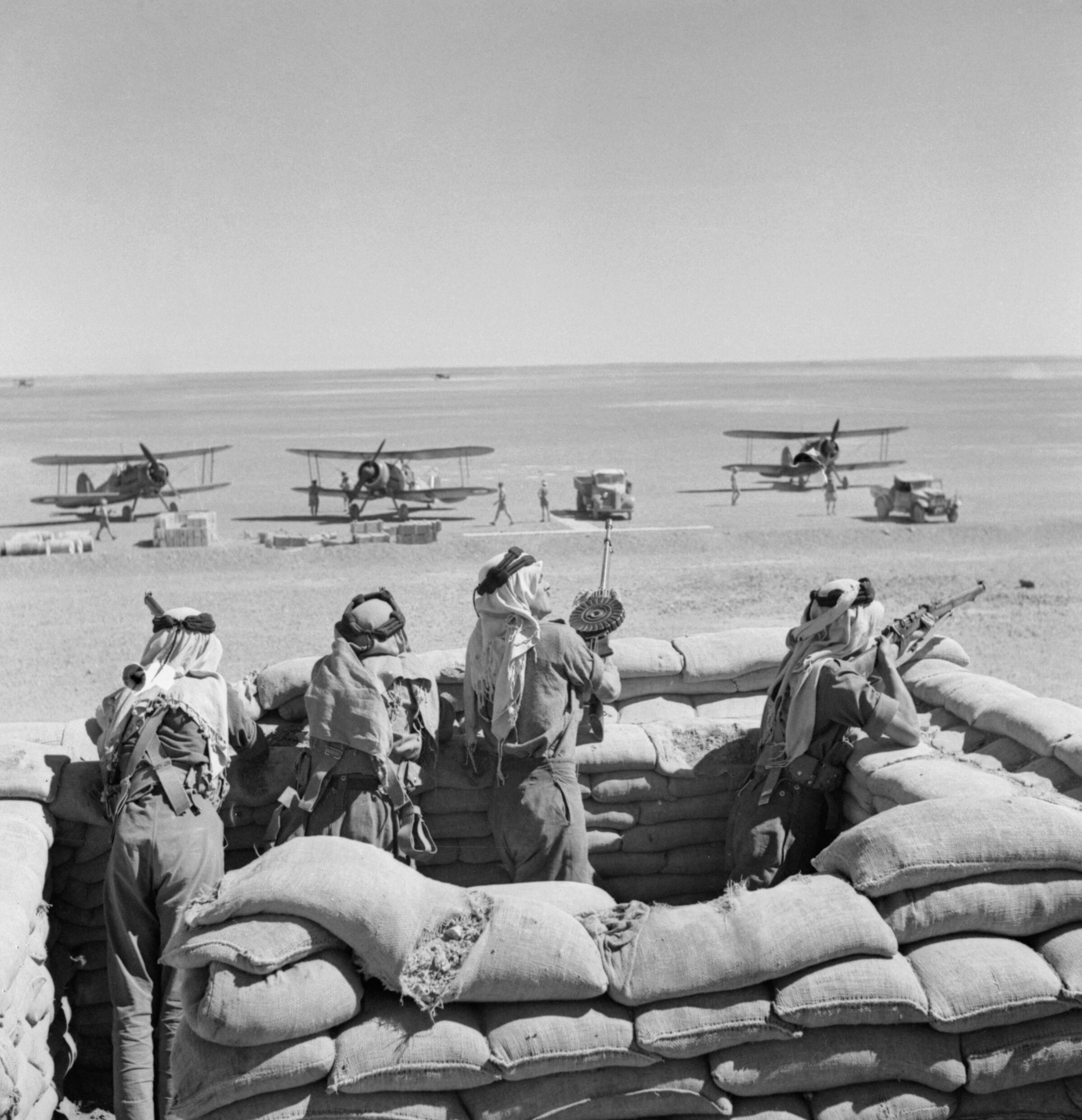
グロスター・グラディエーターの第94RAF飛行大隊、ハバニヤの強化のためにエジプトから到着

On 8 April, Winston Churchill contacted Leo Amery, Secretary of State for India, and asked him what force could be quickly sent from India to Iraq. Amery contacted General Auchinleck and Lord Linlithgow, Viceroy and Governor-General of India, the same day. The response from India was that most of a brigade group due to set sail for Malaya on 10 April, could be diverted to Basra and the rest sent ten days later; 390 British infantry could be flown from India into RAF Shaibah and when shipping was available, the force could quickly be built up to a division. On 10 April this offer was accepted by London, and the move of these forces was codenamed. On the same day General Archibald Wavell, Commander-in-Chief of Middle East Command, informed London that he could no longer spare the battalion in Palestine and urged diplomacy and possibly a demonstration of air strength, rather than military intervention.
On 10 April, Major-General William Fraser assumed control over Iraqforce, the land forces from India headed for Basra with orders to occupy the Basra-Shabai area to ensure the safe disembarkation of further reinforcements and to enable a base to be established in that area. The attitude of the Iraqi Army and local authorities was still uncertain and attempts might be made to oppose disembarkation. Fraser was closely to co-operate with the navy commander. If the landing was opposed, Fraser was to defeat the Iraqi forces and establish a base, but Fraser was not to infringe Iranian neutrality. In early April, preparation for hostilities began at Habbaniya, aircraft were modified to carry bombs and light bombers such as the Audaxes were modified to carry larger bombs.
On 12 April, Convoy BP7 left Karachi. The convoy was composed of eight transports escorted by the Template:Sclass Template:HMAS. The forces transported by the convoy were under the command of Major-General Fraser, the commanding officer of the 10th Indian Infantry Division. The forces being transported consisted of two senior staff officers from the 10th Indian Division headquarters, the 20th Indian Infantry Brigade, the personnel of the Royal Artillery's 3rd Field Regiment; but without their guns, and certain ancillary troops.
On 13 April, the Royal Navy force of four ships in the Persian Gulf were reinforced by the aircraft carrier Hermes(en) and two light cruisers, Emerald(en) and Template:HMNZS. HMS Hermes carried the Fairey Swordfish torpedo bombers of 814 Squadron. The naval vessels which covered the disembarkation at Basra consisted of the aircraft carrier HMS Hermes, the light cruiser HMS Emerald, the light cruiser HMNZS Leander, the sloop Falmouth(en), the gunboat HMS Cockchafer, the sloop HMS Seabelle, the minesweeper sloop Template:Ship, and the sloop HMAS Yarra. On the morning of 15 April, Convoy BP7 was met at sea by HMS Seabelle from Basra. Later in the day the escort was reinforced by HMS Falmouth. On 17 April, the convoy was joined by HMIS Lawrence and then proceeded towards the entrance of the Shatt al-Arab. On 18 April, the convoy moved up the Shatt al-Arab and arrived at Basra at 0930 hrs. HMS Emerald was already in Basra. On the same day, HMNZS Leander was released from support duties in the Persian Gulf. On 16 April, the Iraqi Government was informed that the British were going to invoke the Anglo-Iraq treaty to move troops through the country to Palestine. Rashid Ali raised no objection.

#### バスラへの軍派遣
On 17 April, the 1st Battalion King's Own Royal Regiment (1st KORR) was flown into RAF Shaibah from Karachi in India. Colonel Ouvry Roberts, the Chief Staff Officer of the 10th Indian Infantry Division, arrived with the 1st KORR. By 18 April, the airlift of the 1st KORR to Shaibah was completed. The troop-carrying aircraft used for this airlift were 7 Valentias and 4 Atalantas supplemented by 4 DC-2s which had recently arrived in India.
On 18 April, the 20th Indian Infantry Brigade landed at Basra. Brigadier Donald Powell commanded this brigade. The 20th Indian Infantry Brigade included the 2nd battalion 8th Gurkha Rifles, 2nd battalion 7th Gurkha Rifles, and the 3rd battalion 11th Sikh Regiment. The landing of the force transported by Convoy BP7 was covered by infantry of the 1st KORR which had arrived the previous day by air. The landing was unopposed.
By 19 April, the disembarkation of the force transported by Convoy BP7 at Basra was completed. On the same day, seven aircraft were flown into RAF Habbaniya to bolster the air force there. Following the landing of the 20th Indian Infantry Brigade, Rashid Ali requested that the brigade be moved quickly through the country and that no more troops should arrive until the previous force had left. Sir Kinahan Cornwallis, the British Ambassador to Iraq, referred the issue to London and London replied that they had no interest in moving the troops out of the country and wanted to establish them within Iraq. Cornwallis was also instructed not to inform Rashid Ali who, as he had taken control of the country via a coup d'état, had no right to be informed about British troop movements.
On 20 April, Churchill had written to Anthony Eden, the Foreign Secretary, and indicated that it should be made clear to Ambassador Cornwallis that the chief interest in sending troops to Iraq was the covering and establishment of a great assembly base near Basra. It was to be understood that what happened "up country", with the exception of Habbaniya, was at that time on an "altogether lower priority." Churchill went on to indicate that the treaty rights were invoked to cover the disembarkation, but that force would have been used if it had been required. Cornwallis was directed not to make agreements with an Iraqi government which had usurped its power. In addition, he was directed to avoid entangling himself with explanations to the Iraqis.

#### 増援
On 29 April, having sailed from Bombay, the remaining elements of the 20th Infantry Brigade arrived at Basra on the three transports of Convoy BN1. On 30 April, when Rashid Ali was informed that ships containing additional British forces had arrived, he refused permission for troops to disembark from them and began organising for an armed demonstration at RAF Habbaniya. He did this while fully expecting German assistance would be forthcoming in the guise of aircraft and airborne troops. Rashid Ali decided against opposing the landings at Basra.
Also, on 29 April, the British Ambassador, Sir Kinahan Cornwallis, advised that all British women and children should leave Baghdad; 230 civilians were escorted by road to Habbaniya and during the following days, were gradually airlifted to Shaibah. A further 350 civilians took refuge in the British Embassy and 150 British civilians in the American Legation.

#### ハバニヤ包囲戦
By the end of the month, Colonel Roberts and 300 of the 1st KORR had been flown from RAF Shaibah to RAF Habbaniya to reinforce the latter base. Other than the 1st KORR, there were no trained British troops at Habbaniya bar the Number 1 Armoured Car Company RAF.

### イラクの動向
At 03:00 hours on 30 April, RAF Habbaniya was warned by the British Embassy that Iraqi forces had left their bases, at Baghdad, and were heading west. The Iraqi force was composed of between 6,000.–9,000. troops with up to 30 artillery pieces. Within a few hours of RAF Habbaniya being warned, Iraqi forces occupied the plateau to the south of the base. Prior to dawn, reconnaissance aircraft were launched from RAF Habbaniya and reported that at least two battalions, with artillery, had taken up position on the plateau.
By 1 May, the Iraqi forces surrounding Habbaniya had swelled to an infantry brigade, two mechanised battalions, a mechanised artillery brigade with 12 3.7-inch mountain howitzers, a field artillery brigade with 12 18-pounder field guns and four 4.5-inch howitzers, 12 Crossley six-wheeled armoured cars, a number of Fiat light tanks, a mechanised machine gun company, a mechanised signal company, and a mixed battery of anti-aircraft and anti-tank guns. This totalled 9,000 regular troops along with an undetermined number of tribal irregulars and about 50 field guns.

#### 要求
At 06:00 hours, an Iraqi envoy presented a message to the air officer commanding, Air Vice-Marshal Harry George Smart, stating that the plateau had been occupied for a training exercise. The envoy also informed Smart that all flying should cease immediately and demanded that no movements, either ground or air, take place from the base. Smart replied that any interference with the normal training carried out at the base would be treated as an act of war. Sir Kinahan Cornwallis, the British Ambassador located at the British Embassy in Baghdad and in contact with RAF Habbaniya via wireless, fully supported this action.

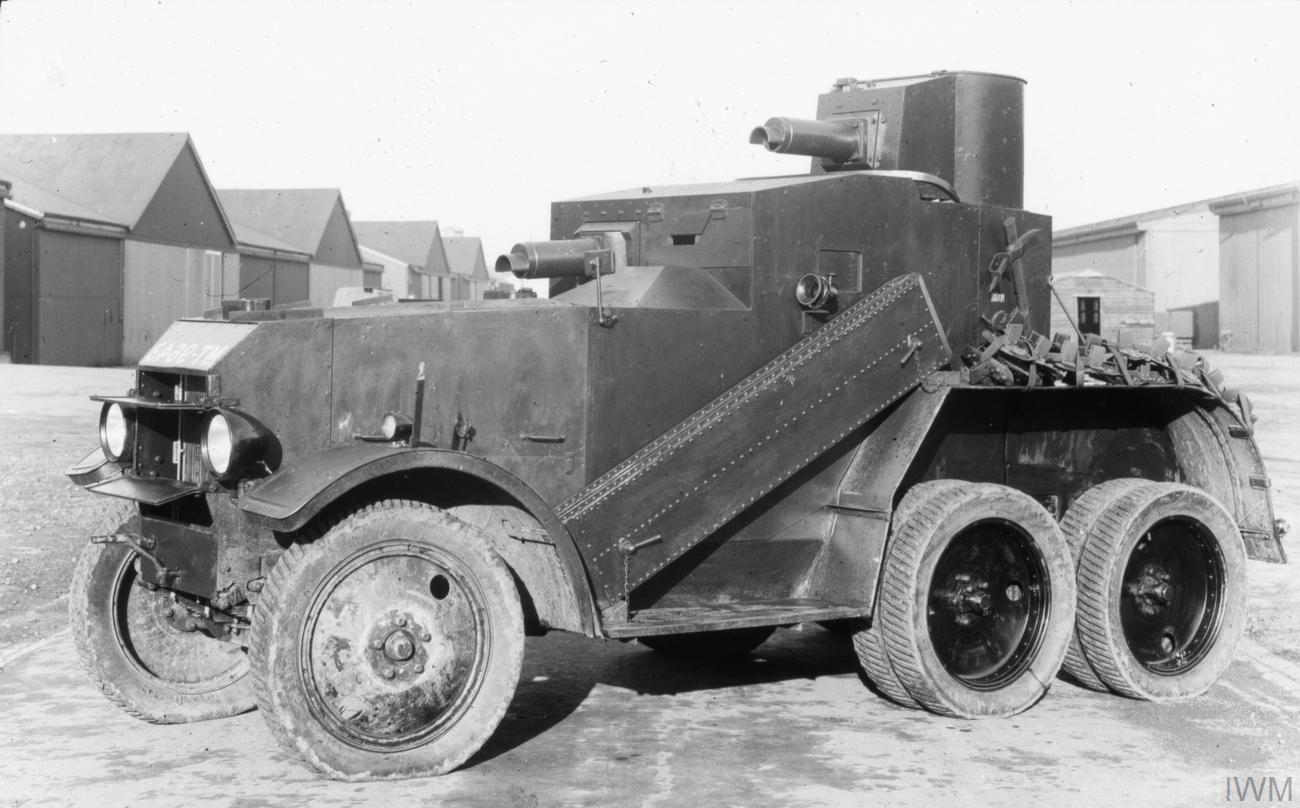
Crossley six-wheeled armoured car

British reconnaissance aircraft, already in the air, continued to relay information to the base; they reported that the Iraqi positions on the plateau were being steadily reinforced, they also reported that Iraqi troops had occupied the town of Fallujah.
At 11:30 hours, the Iraqi envoy again made contact with Air Vice-Marshal Smart and accused the British of violating the Anglo-Iraqi treaty. Air Vice-Marshal Smart replied that this was a political matter and he would have to refer the accusation to Ambassador Cornwallis. Meanwhile, Iraqi forces had now occupied vital bridges over the Tigris and Euphrates rivers as well as reinforcing their garrison at Ramadi; thus effectively cutting off RAF Habbaniya except from the air.

#### ハバニヤ基地の立場
During the morning, Smart and Roberts surveyed the situation, they determined that they were exposed to attack on two sides and dominated by Iraqi artillery; a single hit from an Iraqi gun might destroy the water tower or power station and, as a result, cripple resistance at Habbaniya in one blow – the base seemed at the mercy of the Iraqi rebels. The garrison did not have enough small arms and, apart from a few mortars, no artillery support.
Air Vice-Marshal Smart controlled a base with a population of around 9,000 civilians that was indefensible with the force of roughly 2,500 men currently available. The 2,500 men included air crew and Assyrian Levies, who were prized by the British for their loyalty, discipline and fighting qualities. There was also the possibility that the Iraqi rebels were waiting for dark before attacking. As a result, Air Vice-Marshal Smart decided to accept the tactical risks and stick to Middle East Command's policy of avoiding aggravation in Iraq by, for the moment, not launching a pre-emptive strike.

#### さらなる交渉
Further exchanges of messages took place between the British and Iraqi forces but none were able to defuse the situation. Air Vice-Marshal Smart again requested reinforcements and this time Air Officer Commanding Sir Arthur Longmore ordered 18  Vickers Wellington bombers to RAF Shaibah. The British Ambassador signalled the Foreign Office that he regarded the Iraqi actions as an act of war, which required an immediate air response. He also informed them that he intended to demand the withdrawal of the Iraqi forces and permission to launch air strikes to restore control, even if the Iraqi troops overlooking Habbaniya did withdraw it would only postpone aerial attacks.

#### 空爆
Also on 1 May, Ambassador Cornwallis received a response giving him full authority to take any steps needed to ensure the withdrawal of the Iraqi armed forces. Churchill also sent a personal reply, stating: "If you have to strike, strike hard. Use all necessary force." In the event that contact broke down between the British Embassy in Baghdad and the air base in Habbaniya, Air Vice-Marshal Smart was given permission to act on his own authority.
Still in contact with the British Embassy and with the approval of Ambassador Cornwallis, Air Vice-Marshal Smart decided to launch air strikes against the plateau the following morning without issuing an ultimatum; as with foreknowledge the Iraqi force might start to shell the airbase and halt any attempt to launch aircraft.

## 戦闘

### 5月2日
アングロ・イラク戦争のほとんどの戦闘作戦は、ハバニヤ地域を中心としていました。5月2日早朝から、イギリス空軍のハバニヤからイラク人に対する空爆が開始されました。最大のイギリス軍が最終的にバスラ地域に集結しましたが、バスラからの前進はすぐには実行可能ではなく、ラシド・アリ政権がすでに崩壊するまで開始されませんでした。当初、イラクのハバニヤ空軍の包囲と包囲されたイギリス軍が包囲に耐える能力が紛争の主な焦点でした。空軍のスマート副元帥は、空軍力でイラクの陣地を攻撃するという決定により、彼の軍隊は包囲に耐えるだけでなく、イラクの空軍力の多くを無力化することができました。包囲戦が終わった後、パレスチナからの救援部隊がハバニヤに到着したが、攻撃への即時変更を可能にした。

### ハバニヤでの勝利
ハバニヤを守るためのスマート空軍副元帥の戦術は、できるだけ多くの航空機で継続的な爆撃と銃撃攻撃を行うことでした。5月2日05:00に、ハバニヤから33機の航空機、そこに駐留している56機の作戦機とシャイバからの8機のウェリントン爆撃機が攻撃を開始しました。ハバニヤで訓練されているギリシャのパイロットの何人かもRAFの攻撃に参加しました。数分以内に、崖の上のイラク人は基地を砲撃し、地上のいくつかの飛行機に損傷を与えることで答えました。イラク空軍（RIrAF）もハバニヤをめぐる争いに参加しました。RAFはバグダッド近くのイラクの飛行場に対しても攻撃され、その結果、地上で22機の航空機が破壊されました。さらに、シャイバ近くの鉄道とイラクの陣地に対する攻撃は、2機を失いました。一日中、ハバニヤのパイロットは193回の出撃を飛行し、イラクの輸送車、装甲車、大砲に直撃したと主張しました。しかし、5機の航空機は破壊され、他の数機は使用を失いました。基地では13人が死亡し、さらに9人の民間人を含む29人が負傷しました。
一日の終わりまでに、ハバニヤ郊外のイラク軍は大まかに旅団に成長しました。

#### 5月2日時点でのイラク軍
5月2日のイギリスの攻撃は、イラク軍を完全に不意打ちした。崖の上のイラク人が実弾を運んでいる間、多くのイラク兵は訓練中であるという印象を受けました。ラシッド・アリとゴールデン・スクエアのメンバーは、ハバニヤ空軍のイギリス守備隊が平和的な降伏を交渉するのではなく、戦う準備ができているという事実にショックを受けました。驚きとショックを悪化させるために、攻撃が開始されたとき、イスラム教徒のイラク軍の多くのメンバーは朝の祈りの準備をしていました。バグダッドの大ムフティに知らせが届いたとき、彼はすぐにイギリスに対するジハードを宣言した。さらに、イラク石油会社のハイファへの石油の流れは完全に断絶されました。
5月3日、イギリスによるイラク人への爆撃が続き、高原の軍隊と大砲の陣地とバグダッドへの補給線が標的にされました。ラシドのRIrAF基地も攻撃され、イラクのサヴォイアSM79爆撃機が迎撃され、ハバニヤに向かって撃墜された翌日、RIrA部隊の陣地とRIrAFにさらなる空爆が実施されました。8機のウェリントン爆撃機がラシッドに爆撃を行い、イラクの戦闘員が短時間交戦しましたが、損失はありませんでした。ハリケーンに護衛されたブリストル・ブレンハイムは、バグダッド、ラシッド、モスルの飛行場に対しても攻撃を行った。
5月5日、自動車事故により、スマート空軍元帥はバスラに避難し、その後インドに避難しました。ロバート大佐は、スマートが去った後、RAFハバニヤでの陸上作戦の事実上の指揮を引き継いだ。ギリシャのジョン・ダルビアック空軍副元帥は、ハバニヤの空軍とイラクのすべてのRAF部隊の指揮を執ることになりました。日中は高原に対してさらなる空爆が行われ、夕暮れ後ロバーツ大佐は、高原のイラクの陣地に対する王立連隊（第1KORR）による出撃を命じた。攻撃は、アッシリアの賦課金、いくつかのRAF装甲車、および第一次世界大戦時代の2つの4.5インチ榴弾砲によって支援されました。榴弾砲の4.5は、以前は基地の将校の混乱の入り口を装飾していた一部の英国の砲手によって動作秩序に置かれました。

#### 断崖の放棄
5月6日遅く、ハバニヤを包囲したイラク人は撤退した。5月7日水曜日の夜明けまでに、RAFの装甲車は断崖の頂上を偵察し、無人になったと報告しました。イラク軍はかなりの量の武器と装備を放棄しました。イギリス守備隊は、チェコスロバキア製の3.7インチ榴弾砲6発、2,400発の砲弾、18ポンド砲1門、イタリア戦車1台、クロスリー装甲車10台、トラック79台、2,500発の砲弾を含む20mm対空砲3門、ブレン軽機関銃45門、ビッカース機関銃11丁、および50万発の弾薬を搭載した340丁のライフルを手に入れました。
イラク軍によるハバニヤの投資は終了しました。イギリスの守備隊は13人が死亡し、21人が重傷を負い、4人の男性が戦闘疲労に苦しんでいました。守備隊は包囲軍に500から1000人の死傷者を与え、さらに多くの兵士が捕虜になった。5月6日だけでも、408人のイラク軍が捕らえられた。参謀総長は現在、民間人への直接攻撃を避けるが、あらゆる手段でイラク軍を激しく攻撃し続けることが不可欠であると命じた。英国の目的は、枢軸国のイラクへの介入から英国の利益を保護し、反乱軍を倒し、ラシド政権の信用を落とすことでした。

#### 増援部隊の攻撃
一方、イラクの援軍がハバニヤに接近していた。前方偵察中のRAF装甲車は、すぐにイラク軍に占領されたファルージャ道路にあるシン・エル・ジバン村を発見しました。第1KORRとアッシリアの賦課金は、RAF装甲車の支援を受けて、イラク人を追い出し、300人以上の捕虜を捕らえた陣地を攻撃した。ハバニヤから撤退したイラク軍は、午後にファルージャからハバニヤに向かって移動するイラクの列と会った。2つのイラク軍は、ハバニヤの東約5マイル（8.0 km）のファルージャ道路で会合しました。イラクの補強隊はすぐに発見され、RAFハバニヤの40機の航空機が攻撃のために到着しました。2つのイラクの列は麻痺し、2時間以内に1,000人以上のイラク人の死傷者が出され、さらに捕虜が捕らえられました。午後遅く、イラクの航空機は空軍基地に3回の襲撃を行い、いくつかの損害を与えた。

#### チャーチルの賞賛
また、5月7日、チャーチルはスマートの怪我に気づいていないようで、スマートに次のメッセージを送りました。

あなたの精力的で素晴らしい行動は、状況を大いに回復させました。私たちは皆、あなたが作っている壮大な戦いを見ています。可能なすべての援助が送られます。続けてください！ 

次の数日間、ハバニヤとシャイバのRAFは効果的にRIrAFを排除しました。 しかし、5月11日から、ドイツ空軍（ルフトワッフェ）の航空機がイラクの航空機に取って代わりました。

### 枢軸国の干渉
クーデターに至るまでの間、ラシッド・アリの支持者は、ドイツが大英帝国からのイラクの独立を認める意思があると知らされていた。また、イギリスとの戦いにおいてイラク人や他のアラブ派閥を支援するために送られる戦争物資についての議論もありました。
5月3日、ドイツのヨアヒム・フォン・リッベントロップ外相は、ドイツの独裁者アドルフ・ヒトラーを説得して、密かに博士を復帰させました。フリッツ・グロッバはイラクに赴き、ラシッド・アリ政権への支援を伝達する外交使節団を率いる。イギリスは、イタリアの外交送信を傍受することで、ドイツの取り決めをすぐに知りました。
隣国のシリアを支配していたヴィシー・フランスは、イラク、イタリア、ドイツの間の合意を促進することに熱心になりました。59] ヴィシーの人物であるダーラン提督は、フランスの長期的な目標を促進するためにドイツとの合意を完全に支持し、ヴィシー船に対する英国海軍の攻撃にますます憤慨し、時には英国海軍をヴィシー軍と直接対決させました。 [59] したがって、枢軸国のイラクへのアクセスは、フランスが支配するシリアを通じて促進されることが提案されました。
5月6日、パリ議定書に従って、ドイツはヴィシーフランス政府と協定を結び、航空機を含む戦争物資をシリアの封印された備蓄から解放し、イラク人に輸送しました。フランスはまた、他の武器や物資の通過を許可し、シリア北部にあるいくつかの空軍基地をドイツに貸与し、ドイツの航空機をイラクに輸送することに合意しました。5月9日から月末までの間に、約100機のドイツ機と約20機のイタリア機がシリアの飛行場に着陸しました。ダーランは実際に、フランスがイギリスが保有するイラクの油田に対して攻撃を開始し、石油をドイツに提供するという提案が議定書に含まれていることを保証していました。

#### Fliegerführer Irak(ドイツ)
5月6日、ドイツ空軍はヴェルナー・ユンク大佐に、モスルから活動するためにイラクに小部隊を連れて行くよう命じた。5月10日から15日にかけて、航空機はシリアのヴィシーフランス空軍基地を経由してモスルに到着し、その後、イギリス軍への定期的な空爆を開始しました。これらの航空機の到着は、ハバニヤ上空のイラク軍に対するRAF攻撃後の数日間、バグダッドとベルリンの間で熱狂的な協議の直接的な結果でした。ハンス・イェショネク中将の指揮の下、ドイツ空軍部隊は「フライヤー・コマンド・イラク」（Fliegerführer Irak）[nb 8]と名付けられ、ユンク大佐の戦術指揮下にあった。5月11日、最初の3機のドイツ空軍機がシリア経由でモスルに到着しました。当初、少なくとも20機の爆撃機が約束されました。しかし、最終的に、ジャンクの部隊は21機から29機の航空機で構成され、すべてイラク空軍のマーキングで塗装されました。
アクセル・フォン・ブロムバーグ少佐は、ヘルムート・フェルミー将軍が指揮するドイツの軍事任務であるソンダースタブF（「特別参謀F」）とともにイラクに派遣されました。彼はイラクでブランデンブルク人コマンドー偵察グループを指揮することになりました。これは、フライガーフラー・イラクに先立つことでした。彼はまた、イギリスに対する作戦でFliegerführer Irakとイラク軍を統合する任務を負いました。5月15日、彼はモスルからバグダッドに飛んだ。バグダッドへの接近中、航空機はイラクの地上砲火に交戦され、フォン・ブロムバーグは死亡した。
当時、ドイツとソビエト連邦はまだ同盟国であり（1939年のモロトフ・リッベントロップ協定のため）、これはイラクに関するソビエトの行動に反映されました。5月12日、ソビエト連邦はラシッド・アリの「国防政府」を承認した。イラクとソ連の紙幣交換により、両政府の間に外交関係が確立された。

#### シリアのヴィシー・フランス
5月13日、シリアからの物資の最初の列車がトルコを経由してモスルに到着しました。イラク人は15,500丁のライフル、600万発の弾薬、200の機関銃、900個の弾薬ベルト、4つの75mm野戦砲と10,000発の砲弾を納入しました。5月26日と28日に2つの追加納入が行われ、その中には8門の155mm砲、6,000発の砲弾、354発の機関銃、30,000発の手榴弾、32台のトラックが含まれていました。
ウィンストン・チャーチルによると、5月14日、RAFはシリアとヴィシー・フランスの飛行場でドイツ航空機に対して行動することを許可されました。同日、後輪が損傷したため、シリア中央部のパルミラに2機のオーバーレイドハインケル111爆撃機が残されました。英国の戦闘機はフランス領空に入り、損傷したハインケルスを砲撃し、無力化しました。5月15日、ダマスカスの地上でドイツ航空機に攻撃が行われ、その過程でフランス将校が死亡した。
5月18日までに、ユンクの部隊は8機のメッサーシュミットBf 110戦闘機、4機のハインケルHe 111爆撃機、2機のユンカースJu 52輸送機に減少しました。これは、彼の元の力の約30%の損失を表しています。利用可能な代替品が少なく、スペアがなく、燃料が乏しく、イギリスによる攻撃的であるため、この消耗率はFliegerführer Irakにとって良い兆候ではありませんでした。確かに、5月末近くで、ジュンクは14個のメッサーシュミットと5個のハインケルを失いました。5月18日、4機のヴィシー・モレーン406機がシリア上空を飛行するイギリスの航空機を追いかけ、さらに3機のモラン機がダマスカス近くのイギリスのブリストル・ブレンハイムスを攻撃したが、損害を与えない。5月19日、ダマスカス近くの別の英国の空爆により、数機のフランス航空機が損傷し、フランス兵1人が負傷した。一方、5月20日、英国航空機は故意に6機のフランス航空機と50台の車両を撃墜した。
5月24日、ヴィシーとイギリスの航空機の間でさらにドッグファイトが起こり、アレッポ-モスル鉄道線で13人の工兵によるイギリスの破壊活動が行われ、フランスの装甲車がイギリスに発砲しました。5月28日にさらに英仏空爆が発生し、ブレナムがフランスの戦闘機に撃墜され、乗組員全員が死亡した。同日、フランスのモラネ戦闘員は、シリア東部のネラブ近くで4機のナチスJu52を護衛しました。より多くのヴィシーとイギリスの空中戦が5月31日に発生しました。
イギリスは、ヴィシーがイラクのイギリス軍への攻撃でイタリアとドイツを支援したことに激怒した。ヴィシーのフランス人の共見がなければ、攻撃は不可能だっただろう。ヴィシー派の行動により、イギリスはシリア侵攻の準備を始め、最終的には6月から7月のシリア・レバノン作戦につながった。

#### イタリア
5月27日、ドイツに招待された後、Regia Aeronautica Italiana（英国空軍）の155.a Squadriglia（Squadriglia speciale Irakに改名）の12機のイタリアフィアットCR.42がモスルに到着し、ドイツの指揮下で活動しました。また、アレッポに駐留していたパスファインダー航空機として機能するサヴォイア・マルケッティSM.79とサヴォイア・マルケッティSM.81も存在していました。人員と装備は3機のサヴォイア・マルケッティSM.82で運ばれました。5月29日までに、イタリアの航空機がバグダッド上空に上空したと報告されました。チャーチルは、イタリアの航空機が何も成し遂げていないと主張したが、5月29日、カーン・ヌクタの近くで、イタリア軍はNo.のグロスターグラディエーターに護衛されたホーカー・アウダクセスの飛行を迎撃した。94飛行隊。結果としての戦闘では、2人のグラディエーターが失われ、1人のCR.42がワイトマン航空団司令官によって撃墜されました。これは英イラク戦争の最後の空中戦でした。SM.79はアレッポの地上でRAF爆撃機によって破壊されました。3つのCR.42が損傷し、枢軸国のイラクからの撤退中に放棄されなければなりませんでした。残りのイタリア航空機は5月末に避難し、パンテレリアの防衛に使用されました。
軍隊を補給するための計画が作成されたが、ドイツ最高司令部は躊躇し、通過のためにトルコの許可を要求した。結局、ドイツ空軍は、スペアパーツが入手できず、航空機の燃料の品質さえもドイツ空軍の要件をはるかに下回っていたため、イラクの状況は耐え難いと感じました。日が経つにつれて、使用可能な航空機は減少し、最終的には、ドイツ空軍のすべての要員は、最後に残ったハインケルHe 111で避難しました。

### パレスチナへの進軍
5月2日、AVM Smartが空爆を開始した日、Wavellは、現在の状況を終わらせ、トルコ政府の調停の申し出を受け入れるために、イラク政府とのさらなる外交行動をとるよう引き続き促しました。彼は国防委員会から、トルコの申し出を受け入れることはなく、イラクの状況は回復しなければならないと知らされた。

#### ルトバ
スマートが5月2日に空爆を開始する前に、イラク砂漠警察のメンバーは「国防政府」のためにルトバの強奪を占領していました。5月1日、警察はルトバのイギリス人労働者に発砲した。これらのイラクの行動に対応して、クラーク少将は、H4ポンプステーションに拠点を置くトランスヨルダンフロンティアフォース（TJFF）の機械化飛行隊に、イギリスのためにフォートを占領するよう命じました。TJFFのメンバーが拒否すると、彼らはH3に戻り、武装解除されました。
空爆の初日の終わりまでに、イラク王立軍（RIrA）の要素がルトバの町に前進していたという報告がありました。第1大隊のC中隊エセックス連隊は、パレスチナからハイファとイラクの間のH4まで移動するよう命じられました。ここから中隊はRAF装甲車の分遣隊に加わり、イラクの反乱軍から陣地を守ります。
5月4日、チャーチルはウェイベルにパレスチナから軍隊を派遣するよう命じた。5月5日、ウェイベルはイラク北部での作戦指揮を執り、メイトランド・ウィルソン将軍はギリシャから呼び戻され、パレスチナとトランスヨルダンの軍隊を指揮しました。防衛委員会と参謀長は、イラクの反乱軍に対して軍事行動を取る根拠は、枢軸国の介入から国を守る必要があり、ラシド・アリが枢軸国と共謀していると考えていることでした。参謀長は、イラクへの軍隊派遣の全責任を受け入れた。
5月8日、グルブ・パシャ率いるアラブ軍団の列がルトバの小隊に到着した。彼らはRAFの爆撃を待つために、fort周辺の地面をピケで囲んだ。要所は約100人の警官によって守られ、その大半はイラク砂漠警察でした。203飛行隊のH4ベースのブレナムが到着し、攻撃を爆撃し、降伏したと思って去りました。フォートは降伏せず、RAFはその日に2回戻ってきて、フォートを爆撃しましたが、成功しませんでした。
翌日、RAFは断続的に攻撃を続けました。ある飛行機は、帰宅途中に墜落し、パイロットが死亡したほど激しい小型腕の火災に遭った。その夜、機関銃で武装した40台のトラックが守備隊を補強するために塔に到着しました。トラックの半分はFawzi al-Qawuqjiの指揮下にある非正規車であり、残りの半分はイラク砂漠警察でした。グラブは、主列の増強を待つために、軍隊をH3に撤退させることに決めました。
アラブ軍団は5月10日の朝にH3に戻り、No.を発見しました。飛行隊長のマイケル・カサノ率いる2装甲車中隊RAFがそこで待っている。彼らは、アラブ軍団がルトバを奪うのを助けるために、主列の前に派遣されました。アラブ軍団がH3で物資を補充している間、カサノはRAFの装甲車をルトバに持って行きました。カサノの装甲車は、その日のほとんどでアル・カウクジのトラックと戦い、決定的ではありませんでしたが、トラックは暗闇に隠れて東に撤退し、守備隊を運命に任せました。その夜、RAFは夜間爆撃に成功し、いくつかの爆弾がfort内に着陸しました。
al-Qawuqjiのトラックの撤退とRAFによる爆撃の成功後、守備隊は暗闇に隠れてfortから撤退しました。朝、アラブ軍団の列が到着し、カサノの装甲車がイラク砂漠警察の残党と戦い続けている間、要部隊が要部隊に駐屯しました。

#### ハバニヤの軍
ウェイベルによってパレスチナで結成された軍隊は、ハバニヤ軍の略であるハブフォースというコードネームでした。部隊は、第1騎兵師団の司令官であるジョージ・クラーク少将の指揮下に置かれた。ウェイベルは、イラクでの奉仕のためにパレスチナに駐留している軍隊のいずれかを使用することがパレスチナとエジプトを危険にさらすと不平を言った後、チャーチルは参謀総長委員会の秘書であるヘイスティングス・イスメイに手紙を書き、「なぜ言及された軍隊は、かなりのように見えるが、イラク軍に対処するには不十分であると考えられるのか？」と尋ねました。特に第1騎兵師団について、彼は次のように書いています。「ファンシーは、移動列の初期を組織することなく、ずっとパレスチナに騎兵師団を維持していました！」[90] バランスをとって、Wavellは、ギリシャ、北アフリカ、東アフリカの他の編成のニーズを提供するために、パレスチナの第1騎兵師団は、砲兵、工兵、信号、および輸送手段を剥奪されたと書いています。1つの電動騎兵旅団を提供することができましたが、これは師団の自動車輸送全体をプールすることによってのみ可能でした。
TJFFがイラクへの入国を拒否した後、クラークはハブフォースを2つの列に分割することを決定しました。最初の列は、コードネームKingcolの空飛ぶ柱でした。キングコールは、指揮官のジェームズ・キングストン准将にちなんで名付けられ、第4騎兵旅団、第1大隊エセックス連隊の2個中隊、RAF第2装甲車中隊、および第60（ノースミッドランド）野戦連隊の25ポンド榴弾砲の237野戦バッテリーで構成されていました。J中佐の指揮下にある第2列、ハブフォース主力。S。ニコルズは、第1大隊エセックス連隊の残りの要素、第60野戦連隊の残りの要素、RA、1つの対戦車砲台、および補助サービスで構成されていました。キングコルとハブフォースの主力に加えて、クラーク少将は、トランスヨルダン首長国連邦のアラブ軍団（al-Jaysh al-Arabī）の400人の強力な分遣隊が利用可能でした。アラブ軍団は、民間のフォードトラックで輸送され、自家製の装甲車を装備した3つの機械化された飛行隊で構成されていました。TJFFとは異なり、アラブ軍団はイギリス陸軍の一部ではありませんでした。代わりに、アラブ軍団はトランスヨルダンの正規軍であり、「グラブ・パシャ」としても知られるジョン・バゴット・グラブ中将によって指揮されていました。

#### キングコル
5月11日の朝、キングコルはできるだけ早くハバニヤに到着するように命じられ、ハイファを出発した。この機会は、英国軍事史上最後の全馬作戦でした。5月13日、キングコルはルトバに到着したが、そこには軍隊の存在は見つからなかった。グラブ・パシャとアラブ軍団はすでに前進していた。キングストン准将率いる飛行列は、その後、自ら移動する前に、ラトバでメンテナンスを行いました。5月15日、ブレナム爆撃機が列を砲撃して爆弾を投下したとき、イラク軍との最初の接触が行われました。被害はなく、死傷者は出ませんでした。5月16日、ドイツ空軍に攻撃された列に対してさらなる爆撃攻撃が行われ、再び被害はありませんでしたが、少数の死傷者が出ました。
また、5月15日、フレイザーは病気になり、第10インド師団の司令官に交代しました。彼の病気は彼自身のスタッフの信頼を失い、彼は新しく昇進したウィリアム・スリム少将に取って代わられました。スリムは、戦争で最もダイナミックで革新的な英国の司令官の一人として自分自身を示しました。また、5月初旬、ロングモアは、副官のアーサー・テダー卿に中東の航空指揮官として交代しました。

#### ハバニヤ到着
5月17日の夕方遅く、キングコルはハバニヤの周辺に到着しました。翌朝、列はRAF基地に入り、終日中、エセックス連隊第1大隊の残りが基地に空輸されました。イラクのハバニヤ空軍の包囲を緩和するためにパレスチナから派遣された部隊は、包囲が解除されてから約12日後に到着しました。

### ファルージャの戦い
ハバニヤが安全であるため、イギリス軍の次の目的は、バグダッドに進軍する前に、予備目標としてファルージャの町を確保することでした。イラク旅団は、バグダッドへの道を拒否したファルージャの町と橋を拘束していました。さらに旅団は、ハバニヤの西にあるラマディの町を拘束し、西へのすべての移動を禁止していました。ロバーツ大佐は、ラマディを攻撃するというアイデアを却下しました。なぜなら、ラマディはまだイラク軍によって厳重に駐屯しており、自発的な洪水によって大部分が遮断されていたからです。ロバーツはラマディを孤立させ、代わりにファルージャのユーフラテス川に架かる戦略的に重要な橋を確保します。
イラク軍がハバニヤ近くで撤退した翌週、ロバーツ大佐はハバニヤ旅団として知られるようになった。この旅団は、キングコルのエセックス連隊第1大隊とバスラから到着したさらなる歩兵援、第2大隊第4グルカライフル、およびいくつかの軽砲をグループ化することによって結成されました。
5月17日から18日にかけての夜、グルカ大隊、RAFアッシリア兵隊、RAF装甲車、および捕獲されたイラク榴弾砲の要素は、即興のケーブルフェリーを使用してユーフラテス川を渡りました。彼らはシン・エル・ジバンで川を渡り、サクラウィヤ村からファルージャに近づきました。早朝、KORR第1大隊の1個中隊は4ヴァレンティアスによって空輸され、ノッチフォール近くの町の向こうのバグダッド道路に上陸しました。キングコルの砲兵の支援を受けたRAFアッシリアリーバイスの中隊は、川を渡る橋を確保するよう命じられました。日中、RAFは町とバグダッド道路沿いの陣地を爆撃し、民間人による町の一般的な砲撃を避けました。5月19日、57機の航空機は、守備隊の降伏を求めるリーフレットを投下する前に、ファルージャ内および周辺のイラクの陣地を砲撃し始めました。応答はなく、さらなる爆撃作戦が行われました。RAFは134回の出撃でファルージャに10トンの爆弾を投下した。
午後、アッシリアのレヴィが砲撃に覆われて前進する前に、橋の近くでイラクの塹壕に10分間の砲撃が行われました。ほとんど反対に直面して、彼らは30分以内に橋を占領しました。その後、彼らはイラクの使節に迎えられ、駐屯地と町の降伏を申し出ました。300人の捕虜が捕らえられ、イギリス軍による死傷者は出ませんでした。ドイツ空軍は、ハバニヤ飛行場を攻撃し、数機の航空機を破壊して損傷し、多くの死傷者を出すことで、英国の都市占領に対応しました。 5月18日、クラーク少将とAVMダルビアックは飛行機でハバニヤに到着しました。彼らはロバーツ大佐の進行中の作戦に干渉しないことを決意した。5月21日、ファルージャを確保した後、ロバーツはシャイバに戻り、第10インド歩兵師団で任務に就いた。

#### イラクの反撃
5月22日、イラク第3歩兵師団のイラク第6歩兵旅団は、ファルージャ内のイギリス軍に対して反撃を行った。イラクの攻撃は、イタリア製のL3/35軽戦車の支援を受けて、02:30に始まりました。03:00までに、イラク人は町の北東郊外に到着しました。町に侵入した2台の軽戦車は、すぐに破壊されました。夜明けまでに、イギリスの反撃はイラク軍をファルージャ北東部から追い出した。イラク人は今、町の南東端に攻撃を切り替えました。しかし、この攻撃は最初から厳しい抵抗に遭い、進展はありませんでした。10:00までに、キングストンはハバニヤからの援軍とともに到着し、彼らはすぐに戦いに投げ込まれました。新しく到着したエセックス連隊の歩兵中隊は、イラクの陣地を家ごとに体系的に片付けました。18:00までに、残りのイラク人は逃げるか捕らえられ、狙撃砲火は沈黙し、6台のイラク軽戦車が捕獲され、町は安全でした。5月23日、Fliegerführer Irakの航空機が遅ればせながら登場しました。ファルージャのイギリスの陣地は、3つの別々の機会に砲撃されました。しかし、迷惑である一方で、ドイツ空軍による攻撃はほとんど達成されませんでした。わずか1日前に、イラクの地上軍と連携した空爆が反撃の結果を変えたかもしれない。

#### イェジレ
この期間中、Glubb PashaのLegonnairesは、ユーフラテス川とジェジレとして知られるチグリス川の間のファルージャ北部の部族の国を支配しました。グラブ中将は、地元の部族にラシッド・アリ政権への支援をやめるように説得するよう指示されていた。プロパガンダとイラク政府のポストに対する襲撃の組み合わせを使用して、彼の行動は非常に成功したことが証明されました。イギリスはまた、この期間を使ってドイツ空軍の北部飛行場に対する航空活動を増やし、最終的にイラク人を支援するドイツの努力を粉砕しました。

### バスラ
最初のイラクの動きに対応して、フレイザー少将率いる第10インド歩兵師団は、バスラ空港、市内のドック、発電所を占領しました。パウエル准将率いる第20インド歩兵旅団の要素は、これらの場所を占領するために使用されました。4月18日から29日にかけて、2つの船団がこの旅団をバスラ地域に上陸させました。第2大隊第8グルカライフルはシャバイのRAF飛行場を守り、第3大隊第11シーク連隊はマキルドックを確保し、第2大隊第7グルカライフルは予備役に収容されました。そうでなければ、バスラ地域では大きな作戦は行われなかった。主な困難は、マキル、アシャール、バスラ市を同時に占領するのに十分な軍隊がなかったことでした。バスラのイラク軍は5月2日に撤退に同意したが、そうしなかった。5月6日、チャールズ・ジョセフ・ウェルド准将の指揮下にある第21インド歩兵旅団がバスラに到着し、上陸した。これは、第10インド歩兵師団のイラク到着の2番目の旅団でした。第21インド歩兵旅団には、第4大隊第13フロンティアフォースライフル、[nb 12]第2大隊第4グルカライフル、第2大隊第10グルカライフルが含まれていました。

#### アシャール
5月7日から5月8日まで、第20インド歩兵旅団と第21インド歩兵旅団の部隊は、バスラ近くのアシャールを占領しました。アシャールは十分に防御され、イラクの守備隊はイギリスの攻撃者に多くの死傷者を与えた。関与したイギリスの部隊は、第2大隊第8グルカライフルのA、B、C、D中隊と、第4大隊第13フロンティアフォースライフルのロールスロイス装甲車の半分でした。第2大隊第4グルカライフルは予備役に保持されていました。アッシャールに対する成功した行動の結果、バスラ市は戦いなしで確保されました。しかし、イラク警察と陸軍部隊からの武装抵抗は5月17日まで続いた。バスラ地域は現在確保されていますが、イラクの洪水シーズンであり、バスラから鉄道、道路、または川でバグダッドに向かって北に移動することの難しさは、さらなる作戦を阻害しました。さらに、イラク軍は、北への移動をさらに阻止するために、チグリスと鉄道沿いのポイントを占領しました。
5月8日、イラクでの作戦は、オーチンレックのインド司令部の支配下から、ウェイベルの中東司令部の指揮下に移管されました。エドワード・クイナン中将は、フレイザーの後任としてイラク軍の司令官としてインドから到着しました。キナンの当面の課題は、バスラを拠点として確保することでした。彼はウェイベルから、地元の部族の協力が完全に保証されるまで、北に進まないように命じられました。キナンはまた、チグリス川とユーフラテス川の洪水のために、3か月間北への移動を考えることができませんでした。キナンが指揮を執る前に、指示が発行されました。5月2日、彼は次のように指示されました。「（a）エジプト、トルコ、イラク、イランを含む中東で活動するために必要な、私たち自身または同盟国の軍隊を維持するために、バスラ港を可能な限り開発および組織します。（b）イラクのすべての飛行場と着陸地を含むすべての通信手段の安全な制御、およびバスラ港が最大限の能力で機能できるようにするために必要な範囲でこれらを開発します。」キナンはさらに、「強力な空軍に支援された装甲部隊による攻撃からバスラ基地を保護するための防衛システムをすぐに計画し、（i）ハバニヤとシャイバの英国空軍の施設と人員を保護するための特別な措置を講じる準備をする必要があります。（ii）バグダッドとイラクの他の場所での英国臣民の生活。（iii）キルクーク油田とハイファへのパイプライン。」最後に、クイナンは「必要に応じて、イラン南西部のアングロ・イラン石油会社の施設とその英国従業員を保護する計画を立てる」よう指示されました。クイナンは、「これらの軍隊がインドから派遣され次第、彼の軍隊を3つの歩兵師団とおそらく装甲師団に増やす意図があった」と知らされました。

#### レグルタ・アンド・レガッタ作戦
5月23日、Wavellはバスラに飛んで、Auchinleckとイラクでのさらなる増援と作戦について話し合った。さらに、彼はそこでインド軍を指揮するクイナンに、バスラからバグダッドへの前進計画を立てるように指示した。5月27日、バスラからの軍隊は北に前進し始めた。レギュルタ作戦では、「ユーフラテス旅団」として知られる第20インド歩兵旅団がボートと道路でユーフラテス川に沿って前進しました。レガッタ作戦では、「チグリス旅団」として知られる第21インド歩兵旅団が船でチグリス川をクートに進んだ。5月30日、第10インド歩兵師団の第3旅団、ロナルド・マウンテン准将率いる第25インド歩兵旅団が到着し、バスラに上陸した。第25インド歩兵旅団には、第3大隊第9ジャト連隊、第2大隊第11王立シーク連隊、第1大隊第5マラッタ軽歩兵隊が含まれていました。1941年6月、追加のイギリス軍がインドからバスラに到着した。6月9日、第17インド歩兵旅団が到着し、6月16日、第24インド歩兵旅団が到着しました。

### イラク崩壊
ファルージャの防衛の後、ハバニヤからのイギリス軍はバグダッドに押し寄せた。クラーク少将は、イラク軍が彼の軍隊が実際にどれほど小さく、脆弱であるかを理解していないのではないかと疑ったため、勢いを維持することを決定しました。クラークは、少なくとも20,000人のイラク守備隊を攻撃するために、合計約1,450人の男性を持っていました。しかし、クラークは空中でアドバンテージを享受した。

#### バグダード
5月27日の夜、バグダッドへのイギリスの前進が始まった。前進はゆっくりと進み、大規模な浸水と、渡らなければならなかった灌漑水路に架かる多くの破壊された橋によって妨げられました。クラークの前進に直面して、ラシッド・アリの政府は崩壊した。5月29日、ラシッド・アリ、大ムフティ、および「国防政府」の多くのメンバーがペルシャに逃れた。ペルシャの後、彼らはドイツに進んだ。5月31日の朝、バグダッド市長と代表団はワシャシュ橋でイギリス軍に近づいた。市長と一緒にいたのは、過去4週間バグダッドの英国大使館に閉じ込められていた英国大使のキナハン・コーンウォリス卿でした。条件はすぐに合意され、休戦協定が締結されました。バグダッド周辺のイラク軍は依然としてイギリスをはるかに上回り、イギリスは直ちにバグダッドを占領しないことを決定した。これは、都市の外でのイギリス軍の弱さを隠すために部分的に行われました。6月1日、摂政と君主制と親英政府が復活したため、アブド・アル・イラ王子はバグダッドに戻った。6月2日、ジャミル・アル・ミッドファイが首相に任命されました。

## 戦後
ラシッド・アリの「国防政府」の崩壊と休戦の直後、バグダッドは暴動と略奪によってバラバラになりました。暴力の多くは、市のユダヤ人地区に向けられました。イラク警察が実弾で秩序を回復するよう命じられる前に、180人以上のユダヤ人住民が命を落とし、約850人が負傷しました。
紛争に関する少なくとも2つの英国の説明は、RAFハバニヤの空軍と地上軍の努力を称賛しました。チャーチルによると、4月18日のバスラへの第20インド歩兵旅団の上陸は「タイムリー」でした。彼の意見では、上陸はラシッド・アリを時期尚早に行動させた。しかし、チャーチルは、フライングスクールによるハバニヤの「元気な防衛」が英国の成功の「主要な要因」であると付け加えました。ウェイベルは、ハバニヤの「勇敢な防御」とハブフォースの大胆な前進がイラク軍を落胆させたと書いたが、ドイツ軍は「クレタ島での我々の軍隊の必死の抵抗と、兵士と航空機の不自由な損失」によって、さらなる増援を送ることを妨げられた
6月18日、クイナン中将はイラクのすべてのイギリス軍と英連邦軍の指揮を与えられた。これ以前は、イラク軍はバスラに上陸し、バスラから前進する軍隊に多かれ少なかれ制限されていました。
英・イラク戦争後、6月8日に始まり7月14日に終了したシリア・レバノン作戦中に、イラク軍の要素（6月21日からイラク司令部として知られている）は、ヴィシー・フランスが保有するシリア委任統治領を攻撃しました。イラク司令部（ペルシャとイラク軍（9月1日からパイフォース）として知られている）は、1941年8月から9月にかけて行われた英ソのペルシャ侵攻中にペルシャを攻撃するためにも使用されました。1942年に北からコーカサスを通るドイツの侵攻の可能性に対する前方防衛が作られ、ロシア軍がスターリングラードの戦いでドイツの脅威を阻止する前に、パイフォースの戦力は10個旅団以上に相当するピークに達しました。1942年以降、イラクとペルシャは戦争物資をソビエト連邦に輸送するために使用され、英国の軍事プレゼンスは主に通信部隊のラインになりました。
6月20日、チャーチルはウェイベルにオーチンレックに取って代わられると伝えた。Wavellについて、Auchinleckは次のように書いています。「私は、到着時に不満足な状況を見つけたと推測したくない-それとは程遠い。私は前任者が築いた強固な基盤に大いに感銘を受けただけでなく、イギリス軍と連合軍が約40の異なる言語を話す指揮の中で、彼が直面した問題の広大さと彼の業績の偉大さをよりよく理解することができました。」
イギリス軍は1947年10月26日までイラクにとどまり、国は事実上イギリスの支配下にあった。イギリスは、戦略的石油資源へのアクセスを確実に維持するために、イラクの占領が必要であると考えました。1942年8月18日、メイトランド・ウィルソン将軍はペルシャ・イラク司令部の最高司令官に任命されました。9月15日までに、彼はバグダッドに本部を置く。ウィルソンの主な任務は、「あらゆる犠牲を払って、ペルシャとイラクの油田と石油施設を陸上および空中攻撃から守ること」でした。彼の副次的な任務は、「ペルシャ湾の港からロシアへの物資の輸送を、主な任務を損なうことなく、可能な限り最大限に輸送すること」でした。
ラシッド・アリと彼の支持者がイタリアのファシスト政権と同盟していた間、戦争はイラクの独立がせいぜい政府の行動に対する英国の承認を条件としていたことを示しました。ラシッド・アリとエルサレムのムフティはペルシャに逃げ、次にトルコに、次にイタリアに、そして最後にドイツのベルリンに逃げました。そこでアリはヒトラーに亡命政府の長として歓迎されました。

## 勲章
The British and Commonwealth system of battle honours recognised participation in the Anglo-Iraq War by the award to 16 units of the battle honour Iraq 1941, for service in Iraq between 2–31 May 1941. The award was accompanied by honours for three actions during the war: Defence of Habbaniya awarded to one unit for operations against the Iraqi rebels between 2–6 May, Falluja awarded to two units for operations against the Iraqi rebels between 19–22 May, and Baghdad 1941 awarded to two units for operations against the Iraqi rebels between 28–31 May.

### 引用
1. ↑  On 30 May Rashid Ali and his supporters fled to Persia. At 4 am on 31 May, the Mayor of Baghdad signed an armistice on a bridge across the Washash Canal.[2] Mercol, Gocol, and Harcol operations against guerrillas continued into June.
2. ↑  See Role of Middle East Command for further details on the three Commanders-in-Chief based within the Mediterranean and Middle East.
3. ↑  Wavell indicates that Fraser commanded the forces being landed at Basra.[23]
4. ↑  Six Gloster Gladiators fighters and one Vickers Wellington bomber, carrying spare parts.[33]
5. ↑  Lyman states that on the first day the Iraqi force had in fact deployed three infantry battalions and an artillery brigade on the escarpment.[41] Wavell indicates that, on 30 April, two brigades and some armoured cars took up positions on the escarpment.[27]
6. ↑  Eight bombers from No. 70 Squadron RAF were initially dispatched and were later followed by 10 bombers from No. 37 Squadron RAF.[9]